# 京小次郎
京小次郎（きょう の こじろう）は、鎌倉時代初期の武士。曾我兄弟の異父兄弟。北条本『吾妻鏡』や『曽我物語』では京の小次郎とされるが、より史料価値の高い島津本や吉川本の『吾妻鏡』では原小次郎とされる。

## 概要
『吾妻鏡』によると、建久4年（1193年）5月28日の曾我兄弟の仇討ちの後、8月17日に源頼朝が謀反の疑いで源範頼を処罰した際にそれに連座して20日に処刑された。菱沼一憲は小次郎が範頼の郎党であったと推測している。
『曽我物語』では、父は伊豆目代の左衛門尉仲成、母は同国在庁官人の工藤茂光の孫娘という。幼少のころに父とともに伊豆を離れた。異父兄弟の縁をもって曾我祐成から仇討ちの助力を請われたが、小次郎はその無謀を説いて断り、曾我祐信の妻となっていた母にのみ陰謀を打ち明けた。範頼の家人の謀反を防ごうと由比ヶ浜で戦傷を負い、その5日後に死去したとされる。その遺骨は小次郎の妾によって善光寺に葬られた。その翌年、曾我祐成の妾だった虎御前が兄弟の遺骨を善光寺に納めた帰路、松井田宿にいた小次郎の妾と邂逅したという。